# أدريان غراي
أدريان غراي (بالإنجليزية: Adrian Gray)‏ هو لاعب دارت بريطاني، ولد في 28 فبراير 1981 في هيستينغز في المملكة المتحدة.

## وصلات خارجية
- أدريان غراي على موقع DartsDatabase.co.uk (الإنجليزية)